# Закат Европы
«Закат Европы» (нем. Der Untergang des Abendlandes, в 2000-е годы иногда издаётся под названием «Закат Западного мира») — философский труд немецкого философа Освальда Шпенглера о периодичности истории. Два тома были опубликованы соответственно в 1918 и 1922 годах.

## Содержание
Как отмечает исследователь Сергей Крих, после Первой мировой войны в интеллектуальных кругах некоторую популярность имел сюжет падения античного мира, «столь целостно осмысленный именно в этом контексте впервые опять же у немцев, например у О. Зеека с его «Закатом античного мира», название труда которого (первое издание — 1901 года), как рассказывается, увиденное в магазине, помогло Шпенглеру назвать свой первый том «Закат Европы».
Вслед за немецкой философией XIX века Шпенглер различает науки о природе и науки о духе. «Средство для познания мёртвых форм — закон. Средство для понимания живых форм — аналогия». Однако, по мнению Шпенглера, только естественные науки могут называться науками, и в связи с этим, он не признаёт историю наукой. Шпенглер отказывается воспринимать историю линейно. «Древний мир — Средние века — Новое время: вот невероятно скудная и бессмысленная схема». Альтернативой линейной истории он называет морфологию мировой истории как описание отдельных культур, причём подобная позиция приводит Шпенглера к философскому релятивизму, а именно к допущению существования «нескольких одинаково правильных структур».
Цель Шпенглера — построить таблицу, где будут показаны одни и те же этапы в развитии разных культур в рамках всемирной истории человеческого общества. Каждая культура переживает периоды детства, юности, возмужалости и старости. Смысл истории состоит в том, что эти культуры сменяют друг друга, вырастают друг возле друга, соприкасаются, оттесняют и подавляют друг друга.
Метаисторический антисемитизм, предложенный в «Закате Европы», противопоставил западную фаустовскую душу, главным символом которой он считал динамическую энергию в безграничном пространстве, магической душе «вавилонско-семитской культуры», представленной таинствами и писаниями иудейской и христианской религий. Шпенглер описал евреев как остаточные окаменелости более ранней магической цивилизации, застрявшие в городских гетто среди населения средневековой Европы. «Безземельные, циничные и меркантильные» евреи описаны как представители завершённой стадии более ранней цивилизации, совершенно чуждой молодой фаустовской культуре Запада. Только в XVIII веке, когда сама Европа стала интеллектуальной и космополитичной, еврейство почувствовало себя как дома. С этого времени евреи через торговлю, искусство и философию внесли существенный вклад в ускорение современности, но таким путём, который был критическим и разрушительным для западного духа.

### Культура и цивилизация
Ключевым в концепции Шпенглера является противопоставление культуры и цивилизации.
«Культура, по Шпенглеру, — это отличающее эпоху и, более того, создающее её как целостность определённое внутреннее единство форм мышления и творчества, некая единая стилистика, запечатленная в формах экономической, политической, духовной, религиозной, практической, художественной жизни».
- Культура — главное содержание истории.
- «Каждая культура проходит возрастные ступени отдельного человека. У каждой есть своё детство, своя юность, своя возмужалость и старость».
- Культура — «человеческая индивидуальность высшего порядка».
- «Каждая новая культура пробуждается с неким новым мировоззрением».
- «У каждой культуры есть своя собственная цивилизация».

Существуют два этапа развития культурно-исторических форм:
- культура (восхождение),
- цивилизация (нисхождение)[6].

Каждая культура имеет свою душу, на первом этапе эта душа порождает язык, вероучения, искусство, науку и государство, на втором этапе душа внезапно коченеет, что приводит к упадку и гибели культуры. Молодые культуры расцветают как цветы в поле, старые напоминают гигантские высохшие деревья, которые топорщат свои гнилые сучья в девственном лесу.
Черты упадка культуры, перехода её в цивилизацию:
- «Омассовление» и огромные города вместо деревень. Современный горожанин — это новый кочевник и безбожник, для него главное — это деньги и власть, а не героические мифы и патриотизм[8]
- Войны за мировое господство
- Во главе государства встаёт тиран[9]
- Перенасыщенность техникой

### Список культур
Шпенглер выделял восемь великих культур:
1. Египетская культура
2. Вавилонская культура
3. Китайская культура
4. Индийская культура
5. Мезоамериканская культура
6. Античная культура — культура тела.
7. Арабская культура — культура Ближнего Востока, начало которой Шпенглер связывает с ранним христианством.
8. Фаустовская культура — европейская культура воли, появившаяся в 1000 годах и символом которой является Фауст. Она прошла ряд стадий — романика, готика, ренессанс, барокко, рококо — прежде чем умерла в цивилизации XIX века.

Девятой великой культурой он считал пробуждающуюся русско-сибирскую цивилизацию.

### Закат Западного мира
Пессимистический прогноз Шпенглера для Европы состоял в том, что Европу в ближайшее время ожидает упадок и гибель на фоне радости юных народов и чужеземных завоевателей.

## Оглавление
Том І
- Глава 1. О смысле чисел
- Глава 2. Проблема мировой истории
- Глава 3. Макрокосм
- Глава 4. Музыка и пластика
- Глава 5. Картина души и чувство жизни
- Глава 6. Фаустовское и аполлоническое познание природы.

Том ІІ
- Глава 1. Возникновение и ландшафт
- Глава 2. Города и народы
- Глава 3. Проблемы арабской культуры
- Глава 4. Государство
- Глава 5. Мир

## Другие труды о динамике и упадке цивилизаций
- «Россия и Европа» (Данилевский)
- «Столкновение цивилизаций» (Хантингтон)
- «История арабской цивилизации» (Лебон)
- «Византизм и славянство» (Леонтьев)
- «Постижение истории» (Тойнби)
- «Этногенез и биосфера Земли» (Гумилёв)
- «Ноосфера» (Вернадский)